# Bruce McCandless II
Bruce McCandless II (nom de naixement Byron Willis McCandless, 8 de juny de 1937 – 21 de desembre de 2017) va ser un oficial i aviador de la Marina dels Estats Units, enginyer elèctric i astronauta de la NASA. El 1984, durant la primera de les seves dues missions en un transbordador espacial, va realitzar el primer passeig espacial sense cap tipus de lligam mitjançant una unitat de maniobra tripulada (MMU per les seves sigles en anglès Manned Maneuvering Unit).

## Primer vol a l'espai sense lligams

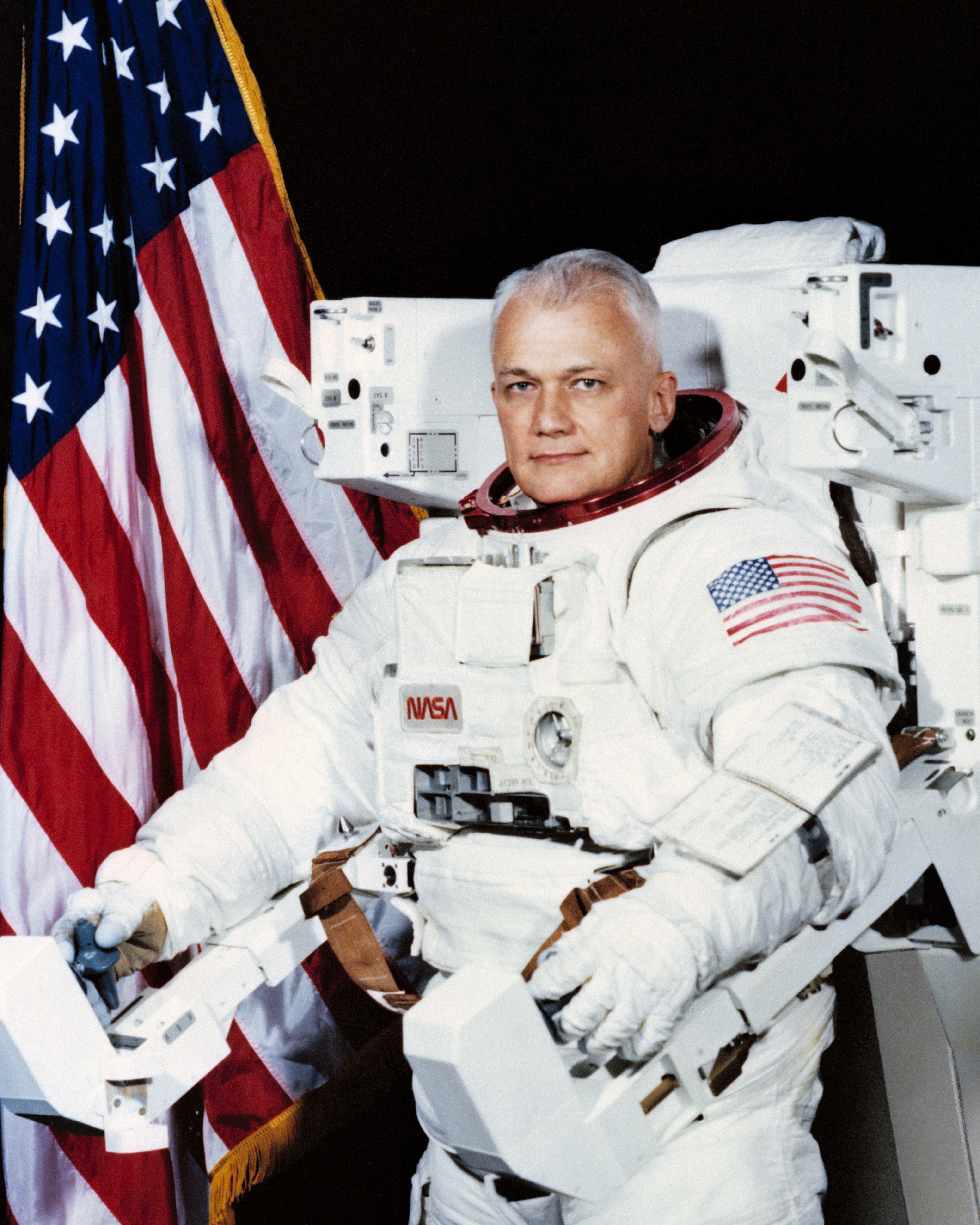
McCandless el 1982

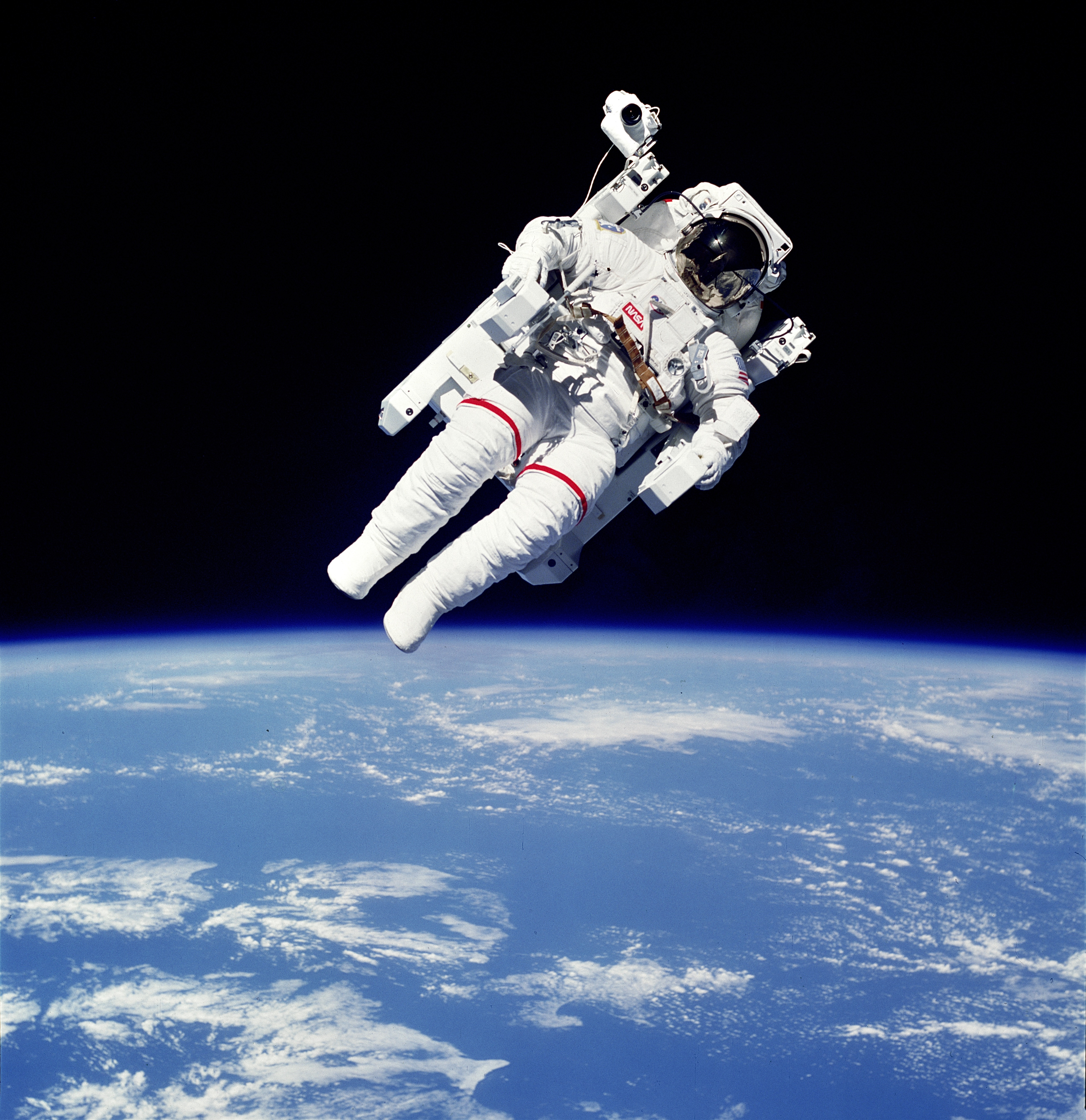
McCandless utilitza la MMU durant STS-41-B, fotografiat per Robert Gibson

El 3 de febrer de 1984 es va llançar el transbordador espacial Challenger que desplegaria dos satèl·lits de comunicacions, i alguns programes informàtics provats en vol per primera vegada.
En el decurs d'aquesta missió es va realitzar la primera sortida d'una MMU amb la que McCandless faria el primer vol lliure sense lligams convertint-se així en la primera persona a desplaçar-se per l'espai exterior fora d'un vehicle.

Va descriure l'experiència amb les següents paraules:
Estava molt ben entrenat. Estava ansiós per sortir allà i volar. Em vaig sentir molt còmode... Feia tant de fred que em petaven les dents tot jo tremolava, però això era una cosa menor... M'havien parlat del silenci i el buit que sents a l'espai, però amb tres canals de ràdio que em deien: "Quant d'oxigen en queda?", 'No t'acostis als motors!' i 'Quan em toca a mi?', no va ser tan tranquil... Va ser una sensació meravellosa, una barreja d'exaltació personal i d'orgull professional: havia costat molts anys arribar a aquest punt.
Aquell primer vol va durar 6 hores i 17 minuts. El segon, realitzat per Stewart, va durar 5 hores i 55 minuts.